# Neomarica warmingii
Neomarica warmingii là một loài thực vật có hoa trong họ Diên vĩ. Loài này được (Klatt) Sprague miêu tả khoa học đầu tiên năm 1928.